# José Manuel Pampín
José Manuel Pampín (Corrientes, 10 de febrero de 1814 - Buenos Aires, 28 de diciembre de 1865) fue un comerciante y político argentino, que ejerció como gobernador de la provincia de Corrientes en el año 1862.

## Biografía
Miembro de una familia de comerciantes, fue también estanciero.
Opositor al gobernador federal Rafael León de Atienza, colaboró con su sucesor, el unitario Genaro Berón de Astrada. Ayudó a formar el ejército de la provincia y fue ayudante del general Manuel Olazábal, que fue jefe de Estado Mayor de ese ejército; participó en la batalla de Pago Largo. Continuó colaborando con los gobiernos contrarios al sistema federal de Juan Manuel de Rosas, fue secretario del gobernador Pedro Ferré y enviado de Joaquín Madariaga a solicitar ayuda a la Comisión Argentina de exiliados en Montevideo.
Tras la batalla de Caseros y el derrocamiento de Benjamín Virasoro fue legislador provincial y estrecho colaborador de Juan Gregorio Pujol. A lo largo del gobierno de José María Rolón organizó las filas del Partido Liberal de Corrientes, de oposición al gobierno federal. Fue nombrado vicepresidente de la Legislatura.
Cuando llegó a Corrientes la noticia de la derrota del gobierno nacional en la batalla de Pavón, los liberales decidieron derrocar al gobernador Rolón, y un grupo armado se lanzó a la revolución. El gobernador decidió llevar adelante una defensa, pero anunció que si no podía aplastar la revuelta rápidamente renunciaría; ese anuncio levantó la moral de sus enemigos, que entendieron que si se mantenían en campaña el tiempo suficiente ganarían la guerra. Una pequeña victoria liberal causó la renuncia del gobernador el 8 de diciembre de 1861. El cargo fue asumido por el presidente de la legislatura, Manuel José Ruda, pero los liberales rechazaron cualquier gobernador que no fuera de sus filas.
El mismo día 8 de diciembre fue elegido José Pampín, que asumió al día siguiente. Una de sus primeras medidas fue declarar caduco el gobierno de la Confederación Argentina y declarar el estado de sitio, que le permitió perseguir con la cárcel a los federales. Los jefes militares que habían defendido al gobierno constitucional fueron declarados fuera de la ley. Asumió formalmente como gobernador interino el 16 de enero siguiente, llamando a elecciones para la legislatura, a la que impidió ingresar a los federales; la nueva legislatura lo nombró gobernador titular.
Asumió su mando como gobernador titular el 10 de febrero de 1862; fueron sus ministros Juan Eusebio Torrent, Wenceslao Díaz Colodrero y Pedro Igarzábal. Hizo sancionar una Ley Orgánica de los Magistrados, y otra de Procedimientos Judiciales. Creó el Consejo Provincial de Educación y fundó el pueblo de San Martín, sobre el río Uruguay.
Durante su gobierno debió enfrentar continuas dificultades económicas que le impidieron llevar adelante sus ambiciones edilicias y divisiones dentro del partido liberal. El jefe del ejército en el interior de la provincia, Nicanor Cáceres, debió luchar casi continuamente contra sus opositores. Todo esto causó su renuncia, que presentó el 26 de diciembre de 1862. De inmediato se trasladó a Buenos Aires.
Falleció en Buenos Aires en diciembre de 1865; sus restos descansan en el Cementerio de la Recoleta de esa ciudad.